# Helleia minor
Helleia minor är en fjärilsart som beskrevs av Derenne 1925. Helleia minor ingår i släktet Helleia och familjen juvelvingar. Inga underarter finns listade i Catalogue of Life.